# Novopetrivka, Berdeansk
Novopetrivka (în ucraineană Новопетрівка) este localitatea de reședință a comunei Novopetrivka din raionul Berdeansk, regiunea Zaporijjea, Ucraina.

## Demografie
Componența lingvistică a localității Novopetrivka
     Ucraineană (80,24%)
     Rusă (18,6%)
     Alte limbi (0,05%)
Conform recensământului din 2001, majoritatea populației localității Novopetrivka era vorbitoare de ucraineană (80,24%), existând în minoritate și vorbitori de rusă (18,6%).